# Achlyphila disticha
Achlyphila disticha är en gräsväxtart som beskrevs av Bassett Maguire och John Julius Wurdack. Achlyphila disticha ingår i släktet Achlyphila och familjen Xyridaceae. Inga underarter finns listade i Catalogue of Life.